# Lunas (Hérault)
Lunas korábbi község Franciaországban, Hérault megyében. Lakosainak száma 672 fő (2022. január 1.). Lunas Avène, Le Bousquet-d’Orb, Dio-et-Valquières, Joncels, Lavalette, Lodève, Octon, Les Plans és La Tour-sur-Orb községekkel határos.
2025. január 1-jén Dio-et-Valquières korábbi községgel egyesült és az így létrejött Lunas-les-Châteaux új község része lett..

## Népesség
A település népességének változása:
| Lakosok száma | 670  | 604  | 591  | 647  | 652  | 663  | 668  | 661  | 668  | 672  |
|               | 1968 | 1982 | 1990 | 2006 | 2013 | 2015 | 2017 | 2019 | 2020 | 2022 |